# کودزو
کودزو (نام علمی: Pueraria thomsonii) نام یک گونه از تبار فازئولآ است. این گیاه سرعت رشد عجیبی دارد و در روز ۳۰ سانتیمتر می‌تواند رشد کند و اگر در شرایط بهینه قرار داشته باشد در یک فصل رشد تا ۱۸ متر رشد می‌کند. این نوع ارو روت ژاپنی یک آفت به حساب می‌آید. کودزو از هر چیزی بالا می‌رود و از بین بردن آن بسیار سخت است. کودزو در مسیر خود گیاهان دیگر را نابود می‌کند و بسیار تهاجمی است. اگر چه این گیاه بومی ژاپن است اما به نواحی دیگر کره زمین از جمله آمریکا نیز گسترش یافته‌است. این گیاه یکی از گیاهانی است که رشد بسیار سریعی دارد.